# Episodi di The Girls Next Door (sesta stagione)
La sesta stagione della serie televisiva The Girls Next Door è stata trasmessa negli USA dall'11 ottobre al 6 dicembre 2009 sul canale E!.
| nº | Titolo originale          | Titolo italiano | Prima TV USA     | Prima TV Italia |
| -- | ------------------------- | --------------- | ---------------- | --------------- |
| 1  | Meet the New Girls        |                 | 11 ottobre 2009  |                 |
| 2  | Look Before You Peep      |                 | 18 ottobre 2009  |                 |
| 3  | The Wheel World           |                 | 25 ottobre 2009  |                 |
| 4  | The S'more the Merrier    |                 | 1º novembre 2009 |                 |
| 5  | Uncover Girl              |                 | 8 novembre 2009  |                 |
| 6  | Ciao Time                 |                 | 15 novembre 2009 |                 |
| 7  | Charity Begins at Holomby |                 | 22 novembre 2009 |                 |
| 8  | Stay Tuned                |                 | 29 novembre 2009 |                 |
| 9  | The Showering Inferno     |                 | 6 dicembre 2009  |                 |
| 10 | Deja Wiew                 |                 | 6 dicembre 2009  |                 |